# Кардуза (Катанцаро)
Кардуза је насеље у Италији у округу Катанцаро, региону Калабрија.
Према процени из 2011. у насељу је живело 34 становника. Насеље се налази на надморској висини од 27 м.